# Linda Fiorentino
Linda Fiorentino, född 9 mars 1958 i Philadelphia, Pennsylvania, är en amerikansk skådespelare.

## Filmografi (urval)
- 1985 – En natt i New York
- 1992 – Made of Steel
- 1994 – En kvinnas list
- 1995 – Jade
- 1997 – Men in Black
- 1998 – Body Count
- 1999 – Dogma